# Наумова, Алина Леонидовна
Алина (Алла) Леонидовна Наумова (Великовская) (род. 1934) — советская шашистка, специализировавшаяся в русских шашках. Двукратная Чемпионка СССР среди женщин (1960, 1976), бронзовый призёр чемпионатов (1961, 1967, 1969, 1982). Чемпионка Украинской ССР среди женщин (1969, 1976, 1988), серебряный призёр чемпионатов (1963, 1971, 1975, 1985, 1989, 1992), бронзовый призёр чемпионатов (1986). Выступала за «Авангард», Киев.